# Conus brunneofilaris
Conus brunneofilaris é uma espécie de gastrópode do gênero Conus, pertencente à família Conidae.